# Allvar Gullstrand
Allvar Gullstrand (Landskrona, 5 de junho de 1862 — Estocolmo, 28 de julho de 1930) foi um oftalmologista sueco.

## Vida
Nascido em Landskrona, na Suécia, foi professor (1894-1927) na Universidade de Uppsala. Aplicou os métodos de física matemática para o estudo de imagens ópticas e da refração da luz nos olhos, descobrindo mecanismos intracapsulares pelos quais se processa a acomodação visual. Por esse trabalho ele recebeu o prêmio Nobel de Fisiologia ou Medicina em 1911.
Allvar Gullstrand também é conhecido por suas pesquisas sobre astigmatismo e por aprimorar o oftalmoscópio e lentes corretivas para uso após a remoção de uma catarata do olho. A base da ciência que ele desenvolveu foi colocada em 1890 em sua tese de doutorado "Contribuição para a teoria do astigmatismo" ("Bidrag till astigmatismens teori"). Ele também desenvolveu um modelo da lâmpada de fenda, uma ferramenta de diagnóstico utilizada na biomicroscopia para facilitar o estudo detalhado do olho.
As investigações de Gullstrand levaram a um novo conceito da teoria das imagens ópticas. Ele expandiu a teoria clássica do físico alemão Hermann von Helmholtz para incluir a redisposição de partes internas da estrutura da lente em acomodação, um mecanismo pelo qual o olho pode focar em uma visão próxima ou distante, dentro de certos limites.
Foi eleito membro da Academia Real das Ciências da Suécia, em 1905, e serviu no Comitê Nobel de Física. Enquanto servia na comissão, ele usou sua posição para bloquear Einstein de receber um Prêmio Nobel de Física por sua teoria da relatividade, que Gullstrand acreditava estar errada.
Allvar Gullstrand morreu em Estocolmo, onde foi enterrado no Norra begravningsplatsen.

## Trabalhos
- 1904: "Zur Kenntnis der Kreispunkte", Acta Mathematica 29:59–100.
- 1906: "Vie réelle optische Abbildung", Kungl. Svenska Vetenskapsakademiens Handlingar 41
- 1908: "Die optische Abbildung im heterogenen Medien und die Dioptrik der Kristal-linse des Menschen", Kungl. Svenska Vetenskapsakademiens Handlingar 43
- 1905: "Über Astigmatismus, Koma und Aberration", Annalen der Physik,(4), 18: 941-973
- 1907: "Tatsachen und Fiktionen in der Lehre von der optischen Abbildung", Archiv für Optik, vol.1 p. 2;
- 1911: Speech at the Nobel Banquet in Stockholm, December 10, 1911
- 1919: "Preparation of non spherical surfaces for optical instruments", Kgl. Svenska Vetenskapsakademiens Handlingar, vol. 60: 155, abstracted in Zeitschrift für Instrumentenkunde, vol. 41 (1921), pp. 123–25